# Доверие (фильм, 2016)
Доверие (англ. The Trust) — американский фильм 2016 года в жанре «чёрная комедия». Режиссёрами картины стали Алекс и Бен Брюэр, а авторами сценария Бен Брюэр и Адама Хирш. В фильме снимались Николас Кейдж, Элайджа Вуд, Скай Феррейра, Джерри Льюис, Кевин Уайзман и Стивен Уильямс. Премьера фильма сначала состоялась на телеканале DirecTV (14 апреля 2016 года) и лишь затем состоялась кинопремьера (13 мая 2016 года). Прокатом занималась компания Saban Films. Этот фильм оказался последним, в котором сыграл Джерри Льюис перед смертью в 2017 году (хотя картина «Макс Роуз» оказалась выпущена после ленты «Доверие»).

## Сюжет
Молодой сержант полиции Дэвид Уотерс (Элайджа Вуд) и его старший коллега и друг лейтенант Джим Стоун (Николас Кейдж) трудятся в отделе хранения улик департамента полиции Лас-Вегаса. Работа не очень интересная, а зарплата еле-еле позволяет сводить концы с концами. Просматривая одно из досье, Джим обнаруживает интересный случай: мелкого наркодилера избавляют от тюремного заключения за внушительную сумму в 200 тысяч долларов наличными. Это говорит о том, что наркоторговец связан с крупными суммами.
В выходные дни Джим начинает вести несанкционированное наблюдение за гостиницей, в которой работает наркоторговец. Полицейский обнаруживает, что все товары, которые перевозит банда дилера, оказываются в одном и том же здании. Более того, после этого из хранилища ничего не вывозится. Дэвид добывает чертежи здания и обнаруживает, что там на первом этаже построен огромный сейф в дальней части промышленного морозильника. Причём круглосуточной охраны у этого хранилища нет.
Джим и Дэвид решают взломать сейф и украсть его содержимое. Они вычисляют точное расположение сейфа и приобретают мощную дрель с алмазным наконечником, чтобы просверлить стенку сейфа. Кроме того, полицейские приобретают на чёрном рынке огнестрельное оружие (вместо служебных пистолетов). По плану следует просверлить железобетонную крышу огромного сейфа из жилой квартиры, расположенной над морозильной камерой. Это позволило бы, видя изнутри замок, вскрыть входную дверь. План продуман до мелочей. Но характер действий в жилой квартире остается неясным.
В день взлома сообщники в масках врываются в квартиру над первым этажом. Там находятся два человека — мужчина и девушка. Полицейские не планировали убийства. Но дерзкое поведение мужчины выводит из себя Джима и он стреляет. Обитатель квартиры убит. Девушку связывают и запирают в одной из комнат.
Грабители используют дрель и специальные свёрла, чтобы проделать отверстие в бетонном полу и получить доступ в нижнее помещение. Далее им приходится пустить в дело сверло с алмазным наконечником. Но из-за обрыва приводного ремня станок ломается. Тогда Джим оперативно мастерит взрывное устройство, чтобы всё-таки проделать дыру. Всё проходит удачно. Наконец, Джим с помощью специального прибора (длинный гибкий цистоскоп) может видеть изнутри замок входной двери в хранилище. По рации он инструктирует Дэвида, как следует поворачивать циферблат с шифром. Дэвид записывает маркером после каждого поворота искомую цифру на поверхности двери. Наконец дверь открывается.
Взломщики проникают внутрь хранилища. Здесь они обнаруживают коробки с большим количеством алмазов. Джим находится в приподнятом настроении и желает поскорее заполнить сокровищами заранее подготовленные баулы. Но Дэвид начинает нервничать. Он догадывается, что кража этих ценностей не останется безнаказанной и бандиты выследят похитителей. Дэвид убеждает Джима пойти наверх, чтобы собрать оборудование, а сам в это время закрывает дверь в хранилище и стирает цифры кода. Дэвид также поднимается на второй этаж, чтобы помочь напарнику. Связанная заложница, рыдая, смогла убедить Дэвида, что ради спасения малолетнего сына ей надо сделать телефонный звонок бывшему мужу. Короткий разговор не вызывает подозрений.
Вскоре полицейские возвращаются на первый этаж. Увидев, что хранилище закрыто, Джим приходит в ярость. Он угрожает Дэвиду расправой и заставляет снова открыть вход. Затем напарники перегружают ценности в свою машину. Напоследок Джим решает убить захваченную в квартире девушку. Дэвид, не желая допустить этого, стреляет в товарища. После короткой перестрелки Джим убит.
Дэвид возвращает все ценности обратно в сейф, а девушку сажает в свою машину. Он обещает ей, что выпустит на свободу, отъехав подальше от города. Когда они едут по безлюдному участку дороги, фургон неожиданно оказывается окружён тремя другими автомобилями. На одном из них Дэвид с ужасом видит рекламную надпись с номером телефона, по которому ранее звонила девушка. Полицейский слишком поздно понял, что попал в ловушку. Из идущей впереди машины стреляют и убивают Дэвида. Заложница успевает перебраться на переднее сиденье и остановить мчащуюся машину.
Фильм заканчивается сценами со склада улик, где работали неудачливые грабители. В том числе на стеллажах можно увидеть оборудование, которым они пользовались.

## Актёры
- Николас Кейдж — лейтенант Джим Стоун
- Элайджа Вуд — сержант Дэвид Уотерс
- Скай Феррейра — девушка, оказавшаяся в квартире
- Джерри Льюис — мистер Стоун, отец Джима
- Итан Сапли — детектив
- Кевин Уайзман — Рой
- Стивен Уильямс — Клифф

## Съёмки
Работа над картиной началась 14 мая 2014 года. Изначально кроме Николаса Кейджа в роли его напарника должен был сниматься Джек Хьюстон. Но вскоре на съёмочной площадке его сменил Элайджа Вуд. 6 ноября 2014 года права на распространение фильма приобрела компания Saban Films. Непосредственно съёмки начались 26 января 2015 года. Все сцены снимались в Лас-Вегасе.

## Критика
Картина получила противоречивые отзывы критиков. На сайте Rotten Tomatoes фильм имеет рейтинг одобрения 62 %, основанный на 45 рецензиях. Средний балл — 5,47 из 10 возможных. Итоговая оценка гласит: «Возможно, „Доверие“ не станет классикой кинематографа, но его тщательно продуманный сюжет и актёрская игра Николаса Кейджа и Элайджи Вуда — должны понравиться любителям подобных картин». На сайте Metacritic фильм получил 58 баллов из 100 возможных (по результатам опроса 12 критиков).